# Andreas Tews
Andreas Tews   (Rostock, 11 de setembre de 1968) és un boxejador alemany, ja retirat, guanyador de dues medalles olímpiques.
El 1988, representant la República Democràtica Alemanya, va prendre part en els Jocs Olímpics d'Estiu de Seül, on va guanyar la medalla de plata en la categoria del pes mosca del programa de boxa. Quatre anys més tard, als Jocs de Barcelona, i sota bandera de l'Alemanya reunificada, guanyà la medalla d'or en la categoria del pes ploma del programa de boxa.
En el seu palmarès també destaquen dues medalles en el Campionat d'Europa de boxa amateur, d'or el 1987 en el pes mosca, i de bronze el 1991 en el pes gall, així com els Campionats nacionals de l'Alemanya Oriental de 1985, 1987 i 1989 i d'Alemanya el 1991 i el 1992.
Una vegada retirat va esdevenir entrenador de boxa.